# Autophila cyprogena
Autophila cyprogena là một loài bướm đêm trong họ Erebidae.